# University City (Misuri)
University City es una ciudad ubicada en el condado de San Luis en el estado estadounidense de Misuri. En el Censo de 2010 tenía una población de 35371 habitantes y una densidad poblacional de 2.313,15 personas por km².

## Geografía
University City se encuentra ubicada en las coordenadas 38°39′56″N 90°19′53″O / 38.66556, -90.33139. Según la Oficina del Censo de los Estados Unidos, University City tiene una superficie total de 15.29 km², de la cual 15.29 km² corresponden a tierra firme y (0%) 0 km² es agua.

## Demografía
Según el censo de 2010, había 35371 personas residiendo en University City. La densidad de población era de 2.313,15 hab./km². De los 35371 habitantes, University City estaba compuesto por el 50.76% blancos, el 41.09% eran afroamericanos, el 0.25% eran amerindios, el 4.25% eran asiáticos, el 0.03% eran isleños del Pacífico, el 0.94% eran de otras razas y el 2.67% pertenecían a dos o más razas. Del total de la población el 2.77% eran hispanos o latinos de cualquier raza.